# L'empereur est nu
L'Empereur est nu (titre original : The Emperor Wears No Clothes) est un essai de Jack Herer, commencé en 1973 et publié en 1985.
Jack Herer a suivi les conseils de son ami "le capitaine" Ed Adair et a commencé à compiler des notes et des renseignements au sujet du cannabis et de ses nombreuses utilisations. Après une douzaine d'années de collecte et de compilation des données historiques, Herer a publié son travail en tant que "The emperor wears no clothes" en 1985. La onzième édition a été publiée en novembre 2000, et le livre continue à être cité dans les débats pour le reclassement du cannabis et des efforts de re-légalisation du chanvre.
La troisième édition française est sortie en juin 2014.

## Titre
Son titre fait référence à un conte de Hans Christian Andersen, Les Habits neufs de l'Empereur. Il rassemble beaucoup d'informations méconnues sur le chanvre et sa prohibition, en faveur de sa réhabilitation.

## Concours
Un défi offrant 100.000$ y est lancé et est soutenu par H.E.M.P. (Amérique), Hanf Haus (Allemagne), Sensi Seeds / Musée du chanvre à Amsterdam (Pays-Bas), et d'autres encore, à quiconque pourra réfuter les allégations faites à l'intérieur.
Il s'agit de prouver que la proposition suivante est fausse :
« Si on interdisait toutes les énergies fossiles et leurs dérivés, ainsi que l'utilisation des arbres pour le papier et la construction, dans le but de sauver la planète, d'inverser l'effet de serre et d'arrêter la déforestation ; alors, il n'y a qu'une seule ressource naturelle et renouvelable qui est capable de fournir la totalité du papier et des textiles sur la planète ; répondant à tous nos besoins en termes de transport, d'industrie et d'énergie, tout en réduisant simultanément la pollution, en reconstruisant le sol, tout en nettoyant l'atmosphère... Et cette ressource est - la même qui était utilisée à cet effet auparavant - le cannabis, le chanvre, la marijuana ! »